# Enrico Gabbana
Enrico Gabbana (Pordenone, 1º novembre 1901 – Socna, 21 luglio 1926) è stato un militare e aviatore italiano, decorato di Medaglia d'oro al valor militare alla memoria nel corso della Riconquista della Tripolitania.

## Biografia

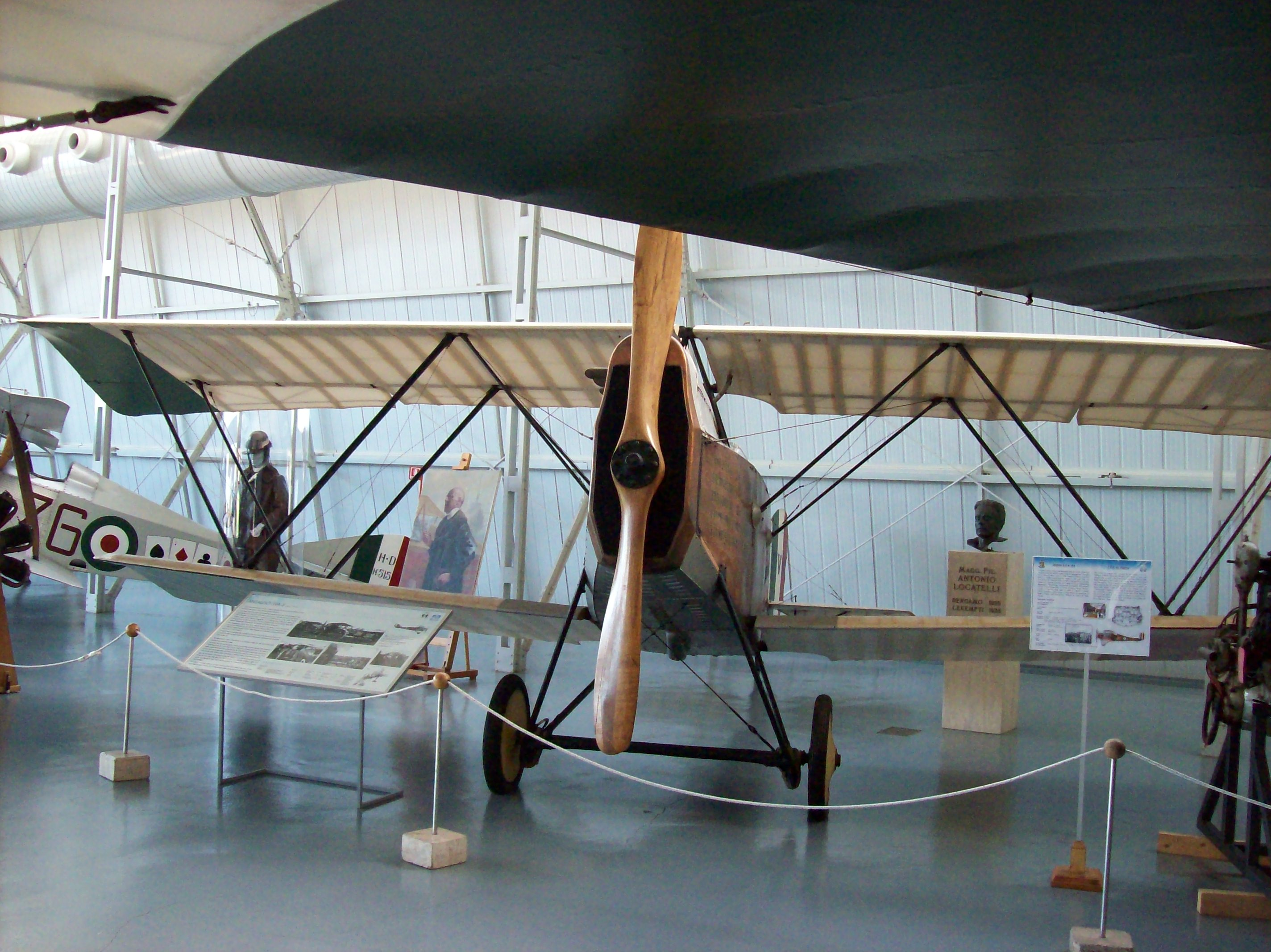
Un esemplare di Ansaldo SVA 5 esposto presso il Museo dell'Aeronautica di Vigna di Valle.

Nacque a Pordenone il 1º novembre 1901, figlio di Giovanni e Antonia Rosolen. Nel novembre 1920 si arruolò volontario nel Regio Esercito, assegnato come meccanico motorista al genio aviatori. Dietro sua domanda entrò alla Scuola Aviatori, conseguendo il brevetto di pilota militare su velivolo IH-D l'8 aprile 1922. Trasferito in servizio effettivo al Regio corpo truppe coloniali della Tripolitania nel marzo 1923 con il grado di sergente, fu assegnato in servizio alla 89ª Squadriglia equipaggiata con gli Ansaldo S.V.A.. Fu promosso sergente maggiore nel dicembre dello stesso anno si distinse subito per il suo coraggio e lo sprezzo del pericolo eseguendo numerose missioni di ricognizione sul deserto. Incaricato di ricercare una colonna di truppe dell'esercito al comando del colonnello Ottorino Mezzetti, di cui si erano perse le notizie, il 9 gennaio 1924 decollò per eseguire un lungo volo di ricognizione senza risultato. La mattina del giorno dopo decollò dal campo d'aviazione di Mellaha, a Tripoli, a bordo di una S.V.A. monoposto al fine di ritrovare la colonna e lanciare manifestini sugli accampamenti arabi, ma non rientrò mai alla base. Vennero effettuate numerose missioni aeree di soccorso e ricerca ma del pilota e del velivolo non si trovò traccia. La sua sorte fu scoperta tempo dopo quando le truppe del Regio Esercito occuparono la regione di Socna e ritrovarono casualmente il diario da lui tenuto. Durante il volo sul deserto si era perso in una zona sconosciuta, e giunto sul cielo di Ueddan, a causa della scarsità di benzina aveva effettuato un atterraggio di emergenza venendo subito catturato dagli arabi. Sottoposto a numerose torture sia fisiche che morali tentò due volte la fuga, riuscendo a fare pervenire alcuni messaggi alle autorità italiane che intavolarono trattative per la sua liberazione con il capo Ahmed Sefel Nasser. Quando le trattative erano sul punto di concludersi favorevolmente con la sua liberazione tentò di nuovo la fuga rimanendo ucciso. Con Regio Decreto del 20 dicembre 1828 gli fu assegnata la Medaglia d'oro al valor militare alla memoria.